# Cayden Boyd
Cayden Michael Boyd (Bedford (Texas), 24 mei 1994) is een Amerikaans acteur. Hij heeft een paar bijrollen gehad in films: Freaky Friday en Dodgeball: A True Underdog Story. Hij speelde ook de zoon van Tim Robbins in Mystic River. Zijn grootste rol tot hiertoe is de rol als Max in de film The Adventures of Sharkboy and Lavagirl in 3D. Hij speelt ook Young Warren Worthington in X-men: The Last Stand. Verder speelde hij ook mee in televisieseries als Cold Case, Nightstalker en Close to Home. Zijn oudere zus is actrice Jenna Boyd.

## Filmografie

### Film
- Fault (2002) - jonge Mark
- Mystic River (2003) - Michael Boyle
- Freaky Friday (2003) - Harry's vriend #2
- Exposed (2003) - Jared
- Envy (2004) - jongen #2
- Dodgeball: A True Underdog Story (2004) - Timmy
- The Adventures of Sharkboy and Lavagirl (2005) - Max
- X-Men: The Last Stand (2006) - jonge Angel
- Have Dreams, Will Travel (2007) - Ben
- Fireflies in the Garden (2008) - jonge Michael
- Dog (2022) - korporaal Levitz

### Televisie

#### Als acteur
- Scrubs : My Fifteen Minutes (2001) - Hummer
- Taina : Test Friends (2001)
- Taina : Pappy Don't Preach (2001) - Josh
- The King of Queens : Kirbed Enthusiasm (2002) - Lil Jared
- Days of our Lives : episode #1.9449 (2002) - Manson
- Century City : The Face Is Familiar (2004) - Toby Clemens
- Century City : A Mind Is a Terrible Thing to Lose (2004) - Timmy
- Crossing Jordan : Fire in the Sky (2004) - Kyle Moran
- Cold Case (2005) - Kyle Bream 1998
- Close to Home : (pilotaflevering) (2005) - Sonny
- Nightstalker : Malum (2005) - Ryan
- Past Life : (pilotaflevering) (2010) - Noah Powell
- Expecting Amish (televisiefilm) (2014) - Isaac
- Awkward : 3 afleveringen (2014–2015) - Brian
- The Mick : The Haunted House (2017) - Matty Pruitt
- Heathers : 4 afleveringen (2018) - Ram Sweeney
- NCIS : Fragments (2018) - First Lt. Danny Hall
- Good Girls : Fall Guy (2021) - Young Dean
- The First Lady : 5 afleveringen (2022) - Michael Ford
- Going Home : 5 afleveringen ((2024) - Mario

#### Overig
- U-Pick Live : MusicWeek: Day 1 (2005) - zichzelf